# Ove Wilson
Paul Ove Wilson, född 26 april 1921 i Berlin, död 14 mars 1981 i Vikingstad, var svensk läkare och adjungerad professor i hygien vid Linköpings universitet.
Wilson var son till den svensk-amerikanske ingenjören Paul Wilson, professionell världsmästare i konståkning på skridskor. Ove Wilson fick därför en ovanligt rörlig barndom och ungdom; "Född på genomresa i Berlin, "döpt som hastigast i Zinzendorf". Skolgång i Italien, Frankrike, Sverige, Canada, USA och Spanien". Efter studentexamen i Lund 1941 blev han medicine kandidat 1944, medicine licentiat 1960, medicine doktor 1966 och docent i fysiologisk hygien samma år, allt i Lund. Han var skeppsläkare 1947, extra läkare samt vikarierande stadsläkare och provinsialläkare periodvis 1949–1966. Han var amanuens och assistent på hygieniska institutionen vid Lunds universitet 1960–1966, innehade forskartjänst i klimatfysiologi vid University of California, Davis, Kalifornien, 1966–1968 och vid US Army Research Institute of Environmental Medicine, Natick, Massachusetts, 1968, var forskardocent på hygieniska institutionen vid Lunds universitet 1969 och chef för flygmedicinska institutet vid Försökscentralen i Malmslätt från 1970. Han var bataljonsläkare i Fältläkarkåren 1949–1969 och specialistflygläkare vid Svenska flygvapnet från 1970. Han var adjungerad professor i hygien vid Linköpings universitet från 1973. Han var expeditionsläkare på Maudheim vid norsk-brittisk-svenska Antarktisexpeditionen 1949–1952.
Under Antarktisexpeditionen nödgades Wilson bland annat operera bort högra öga på expeditionsmedlemmen Alan Reece efter att denne fått en stenflisa i ögat. Wilson, som ännu inte genomgått utbildning i ögonsjukdomar hade aldrig gjort någon liknande operation och fick därför instruktioner före operationen per telegrafi. Ingen av assistenterna hade sjukvårdsutbildning utöver "första hjälp" och var fullkomligt oerfarna av mer omfattande ingrepp. En del instrument måste tillverkas på plats efter telegrafiska anvisningar.